# Шенталь
Шенталь (нім. Schöntal) — громада в Німеччині, знаходиться в землі Баден-Вюртемберг. Підпорядковується адміністративному округу Штутгарт. Входить до складу району Гоенлое.
Площа — 81,65 км2. Населення становить 5633 ос. (станом на 31 грудня 2020).